# Vincenzo Cartari

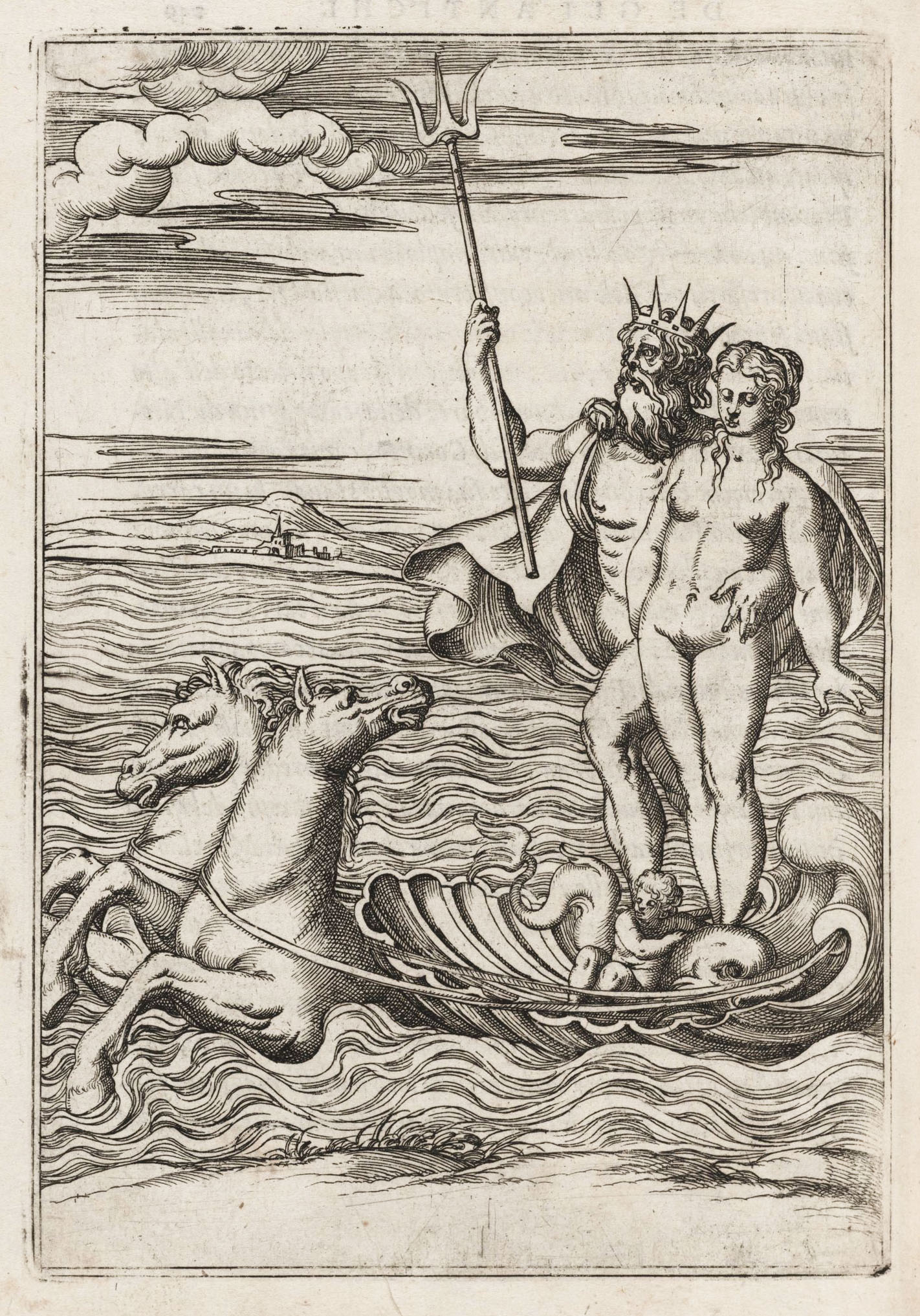
Illustration tirée de Le imagini de i dei de gli antichi nelle qvali si contengono gl'idoli, riti, ceremonie, & altre cose appartenenti alla religione de gli antichi, 1571, par Vincenzo Cartari (Bibliothèque Houghton).

Vincenzo Cartari, né à Reggio d'Émilie vers 1531 et mort en 1590, était un mythographe, secrétaire et diplomate de la Renaissance italienne, notamment étudié par Jean Seznec et des érudits de l'Institut de Warburg.
Il a travaillé pour le duc Alfonso II d'Este et les cardinaux Ippolito II et Luigi II Este, dans les cours de Ferrare, Venise, Tivoli (Rome), Fontainebleau et Bruxelles .

## Images des dieux des anciens
En tant que premier traducteur italien du I Fasti d'Ovide, un poème latin sur les dieux et les croyances religieuses des anciens Romains, Cartari acquit une connaissance approfondie de la culture classique et de ses mythes.
Après avoir publié la traduction et le commentaire de son I Fasti, (en 1551 et 1553) il sera l'auteur du premier manuel mythographique non pas écrit en latin, mais en italien, élargissant ainsi son lectorat (cette période correspond également, en France, à l'officialisation du français comme langue administrative et de la cour).
Le Imagini con la sposizione dei dei de gli antichi (« Images des dieux des anciens et leurs explications ») a été publié pour la première fois à Venise en 1556, et fut continuellement enrichi d'illustrations - telles que les gravures sur bois des anciens dieux de Giuseppe Porta Salviati et Bolognino Zaltieri.

## Iconographie des mythes classiques
Cartari a un point de vue particulier sur les descriptions ékphrastiques et l'iconographie des différentes déités: ces dernières sont présentées à travers une galerie d'épiphanies, de triomphes, de vêtements, d'expressions, de poses, d'attributs, de cérémonies et de légendes.
Bien qu'inspiré des œuvres plus traditionnelles et vastes de Lilio Gregorio Giraldi (De deis gentium varia et multiplex historia, 1548), de Giovanni Boccaccio (Généalogie Deorum Gentilium, deuxième partie du XIVe siècle), et de la littérature classique et de leurs commentaires, Cartari créa une nouvelle approche visuelle de l'antiquité.
En conséquence, son Imagini eut une influence considérable sur les artistes - à commencer par Paul Véronèse - et sur les antiquaires et les écrivains d'art, comme Jean Paul Lomazzo et Césare Ripa avec son encyclopédique: Iconologia (1593).

## Lorenzo Pignoria
L'antiquaire et égyptologue Lorenzo Pignoria a ajouté quelques notes importantes en 1615 et 1624. Son annexe Seconda Parte delle Imagini de gli Dei Indiani présente des illustrations détaillées de quelques vestiges archéologiques représentant des dieux mexicains, égyptiens, indiens et japonais, à la recherche d'une sorte de langage visuel unique dans les religions préchrétiennes.
Dans sa Teutschen Academie, Joachim von Sandrart parle de son respect pour le travail de Cartari, que Sandrart a republié en traduction en 1680 avec de nouvelles illustrations.

## Éditions
- V. Cartari, Le imagini de i dei de gli antichi, édité par G. Auzzas, F. Martignago, M. Pastore Stocchi, P. Rigo, Vicenza, Neri Pozza, 1996
- V. Cartari, Le immagini degli dei di Vincenzo Cartari, édité par C. Volpi, Roma, De Luca, 1996
- V. Cartari, Imagini delli dèi de gl'antichi, édité par A. Grossato, Milano, Luni, 2004
- V. Cartari, Images des dieux des anciens: la première mythographie italienne, édité par J. Murlyan, Tempe, Acmrs, 2012

## Études
- E. Calderoni, Raccontare gli Antichi. Le Imagini di Vincenzo Cartari, Roma, Aracne, 2017
- M. Palma, Vincenzo Cartari, in Dizionario Biografico degli Italiani Treccani : http://www.treccani.it/enciclopedia/vincenzo-cartari_(Dizionario-Biografico)/
- J. Seznec, The Survival of the Pagan Gods: The Mythological Tradition and Its Place in Renaissance Humanism and Art, Princeton, Princeton University Press, 1972
- Vincenzo Cartari e le direzioni del mito nel Cinquecento, édité par S.Maffei, Roma, Gbe, 2013
- C. Volpi, Le vecchie e le nuove illustrazioni delle Immagini degli dei degli antichi di Vincenzo Cartari, in «Storia dell'arte», 1992, n. 74, p. 48–80
- C. Volpi ,, Lorenzo Pignoria ei suoi corrispondenti, dans « Nouvelles de la République des Lettres », 1992, n. II, p. 71-128
- S. PETRELLA, Quand les dieux étaient des monstres : La Mythologie hybride de Natale Conti et Vincenzo Cartari. Nouvelle édition [en ligne]. Rennes : Presses universitaires de Rennes, 2023.  (ISBN 9782753593671). DOI : https://doi.org/10.4000/books.pur.190103.